# Leiston FC
Leiston Football Club is een voetbalclub uit Leiston in het Engelse graafschap Suffolk. De club is opgericht in 1880 en komt uit in de Southern League, het zevende niveau in het Engelse voetbal. De club speelt in het stadion aan Victory Road. 

## Bekende (ex-)spelers
- Fabian Wilnis

Premier Central:
Alvechurch ·
Banbury United ·
Barwell ·
Bishop's Stortford ·
Bromsgrove Sporting ·
Bury Town ·
Halesowen Town ·
Harborough Town ·
Kettering Town ·
Leiston ·
Needham Market ·
Real Bedford · 
Redditch United ·
Royston Town ·
Spalding United ·
St Ives Town ·
Stamford ·
Stourbridge ·
Stratford Town ·
Sudbury ·
Quorn ·
Worcester City

Premier South:
Basingstoke Town ·
Berkhamsted ·
Bracknell Town ·
Chertsey Town ·
Dorchester Town ·
Evesham United ·
Farnham Town ·
Gloucester City ·
Gosport Borough ·
Hanwell Town ·
Havant & Waterlooville ·
Hungerford Town ·
Plymouth Parkway ·
Poole Town ·
Sholing ·
Taunton Town ·
Tiverton Town ·
Uxbridge ·
Walton & Hersham ·
Weymouth ·
Wimborne Town ·
Yate Town